# Baigneaux, Loir-et-Cher
Baigneaux là một xã cũ của tỉnh Loir-et-Cher, thuộc vùng Centre-Val de Loire, miền trung nước Pháp. Ngày 1 tháng 1 năm 2017, Baigneaux sáp nhập vào xã mới Oucques la Nouvelle.